# Service national des aires protégées par l'État
Le Service national des aires protégées par l'État (en espagnol : Servicio Nacional de Áreas Naturales Protegidas por el Estado, SERNANP)  est un organisme technique public spécialisé de l'État péruvien, dépendant du ministère de l'Environnement depuis 2008.
Le SERNANP est chargé d'établir et de déterminer les critères techniques et administratifs pour la conservation des aires protégées ainsi que de gérer les réserves de biosphère péruviennes. Il dirige, appuie techniquement et normalise le Système national des aires naturelles protégées par l’État (SINANPE),.
Le SERNANP est également le coordinateur régional du programme REDPARQUES, un réseau de coopération technique d'aires protégées situées en Amérique latine et des Caraïbes visant à améliorer leur gestion.

## Histoire
Le SERNANP est fondé le 14 mai 2008 par le décret suprême no 006-2008-MINAM, en remplacement de l'ancien Instituto Nacional de Recursos Naturales (Institut national des ressources naturelles), qui existait depuis le 27 novembre 1992 et dépendait du ministère de l'Agriculture.